# Neptune City
Neptune City és un borough del comtat de Monmouth, Nova Jersey, Estats Units. Segons el cens dels EUA del 2000, la població del borough era de 5.218 habitants.
El borough de Neptune City va ser incorporat el 4 d'octubre de 1881, basat en un referèndum efectuat del 19 de març de 1881. Els seus límits inclouen tot el que ara constitueix Avon-by-the-Sea, la part meridional de Bradley Beach i la porció terrestre coneguda com a «Neptune City». El 23 de març de 1900, un projecte de llei aprovat pel legislatiu de Nova Jersey, va crear el borough d'Avon-by-the-Sea. Set anys abans, en 13 de març de 1893, la part oriental de Neptune City havia estat annexionada al borough de Bradley Beach.

## Geografia
Neptune City està localitzada a 40° 12′ 02″ N 74° 01′ 53″ O.
D'acord amb el United States Census Bureau, el borough posseeix una àrea total de 2,4 km², enterament a terra.

## Residents famosos
Entre els antics i actuals residents famosos de Neptune City hi ha:
- Jack Nicholson (nascut el 1937), actor;[2]
- Marie Castello (1915-2008), que es va fer coneguda per l'èxit "4th of July, Asbury Park(Sandy)" de Bruce Springsteen;
- Nicole Atkins (nascuda el 1978), cantant.
- Jennifer Tisdale. Actriu i cantant